# Birmaneză

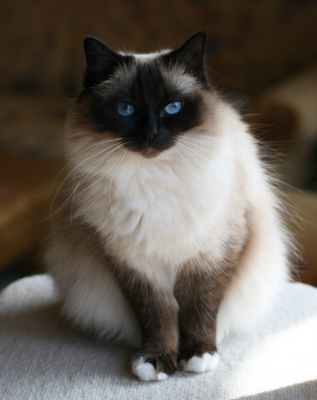
Pisică birmaneză

Birmaneza este numele unei rase pe pisici.
Clasificarea rasei: pisică cu părul semi-lung
Speranța de viață: peste 15 ani
Țara de origine: Birmania.

## Însușiri fizice
Pisicile birmaneze au un păr lung, statura medie și o blană ușor de îngrijit. Pisica birmaneză are blana albă sau crem cu niște pete care au o culoare închisă, dar labele sunt întotdeauna albe.
Corpul este lung și elegant, dar puternic construit. Pisica birmaneză are o față lată, rotundă, un nas relativ lung, care se îngustează spre vârf, urechi medii ca mărime, poziționate la o distanță mare una de cealaltă. Picioarele sunt robuste și de lungime medie, coada trebuie să fie stufoasă și, în comparație cu corpul, să aibă o lungime proporționată.
Ochii, mai degrabă rotunzi, sunt cât se poate de albaștri.
Îngrijirea blănii trebuie să fie deasă. Temperamentul este de la moderat până la foarte activ. Culorile rasei sunt: seal, albastru, lila, ciocolatiu, roșu, crem, tortie (în toate culorile), dungat (în toate culorile) și tortie-dungat. Rasa este cunoscută în toată lumea.

## Caracter și comportament
Pisica birmaneză este foarte curioasă, îi place compania oamenilor și manifestă multă afecțiune față de om. Nu este zgomotoasă, deci este recomandată celor care iubesc liniștea și calmul. Fiind inteligentă, atașată și blajină, dar și jucăușă, birmaneza este un animal de apartament minunat, care iubește compania oamenilor și a animalelor. Dacă animalul este lăsat singur în timpul zilei, este bine să i se aducă o altă pisică pentru a-i ține tovărășie.

## Apariție legendară
Pisica birmaneză a fost crescută ca un animal de companie sacru de către preoții Kittah din Birmania. Legenda spune că la mănăstirea Lao-Tsun împreună cu călugării Kittah trăiau și 100 de pisici albe pur, cu blană lungă și mătăsoasă și cu ochi căprui strălucitori. Se spune că în momentul când mureau acești călugări sufletele lor intrau în corpul acestor minunate pisici și trăiau mai departe pe pământ. Însă unii călugări nu aveau nevoie de această transmutație permanentă pentru că sufletele lor erau atât de pure, încât puteau să-și continue existența astrală liberi, fără a ocupa prea mult timp aceste trupuri de pisici. Conducătorul călugărilor din acea mănăstire era Mun-Ha, un preot deosebit care pe timpul vieții sale a fost declarat un sfânt. El în fiecare seară împreună cu pisica sa Sinh se ruga zeiței Tsun-Kyan-Kse. Într-o zi templul a fost atacat iar Mun-ha a fost grav rănit. Bineînțeles că pisica Sinh nu se mai despărțea de călugăr și așa cum se aștepta toată lumea sufletul lui Mun-Ha a fost transferat în trupul pisicii. Din acel moment s-a petrecut o schimbare în înfățișarea pisicii, blănița ei a devenit de culoare aurie, culoarea statuii zeiței Tsun-Kyan-Kse, urechile, fața, coada și picioarele într-o nuanță întunecată care corespunde culorii pământului unde se odihnea trupul fizic al călugărului Mun-Ha iar ochii au devenit albaștri precum safirele ce o împodobeau pe zeiță. Cel mai impresionant lucru în această transformare a fost faptul că lăbuțele au rămas albe pure precum puritatea sufletului lui Mun-Ha. A doua zi toate pisicile din templu aveau aceeași culoare ca Sinh. După 7 zile sufletul călugărului s-a ridicat și s-a dus alături de zeița pe care o adora.